# Legitimitet
Legitimitet (fra latin legitimare) er grundlaget for den type politisk magt der bliver udøvet
- både med en bevidsthed fra myndighedernes side om at de har ret til at styre
- og med en tilsvarende folkelig anerkendelse af de styrende som autoritet, altså som en legitim magt.

Begrebet legitimitet gælder den proces eller det bånd som et socialt system retfærdiggør gennem sine medlemmer, så de styrende gives ret til at udøve magt af de styrede. Mens autoritet refererer til en speciel position, så henviser begrebet legitimitet til hele systemet af myndigheder.
Legitimitet skal holdes adskilt fra legalitet. Legalitet er en ren teknisk term, som beskriver om en regel er vedtaget efter en bestemt regulær proces. En handling kan være lovlig uden at blive anset som legitim. Modsat kan en handling blive opfattet som legitim uden at være lovlig. Et eksempel på det første er det forhold flertallet af den sorte befolkning i Sydafrika havde til apartheidsystemet: de opfattede det ikke som legitimt, selv om de pågældende love var foretaget efter legale procedurer, baseret på datidens racistiske grundlov. I henhold til sydafrikansk lov var racebestemmelserne således legale, selv om de hverken var legitime i øjnene på store dele af befolkningen eller i verdensopinionens øjne.